# Raheim Sargeant
Raheim Sargeant (Bridgetown, 9 giugno 1992) è un calciatore inglese di origine barbadiana, centrocampista del Barbados Defence Force.

## Carriera

### Club
Ha giocato in patria dalla prima alla terza serie del campionato, in Inghilterra nel Lancaster City in ottava serie e ad Antigua e Barbuda.

### Nazionale
Debutta in Nazionale nel 2010.